# Acalolepta battonii
Acalolepta battonii là một loài bọ cánh cứng trong họ Cerambycidae.